# Gyula (méltóság)

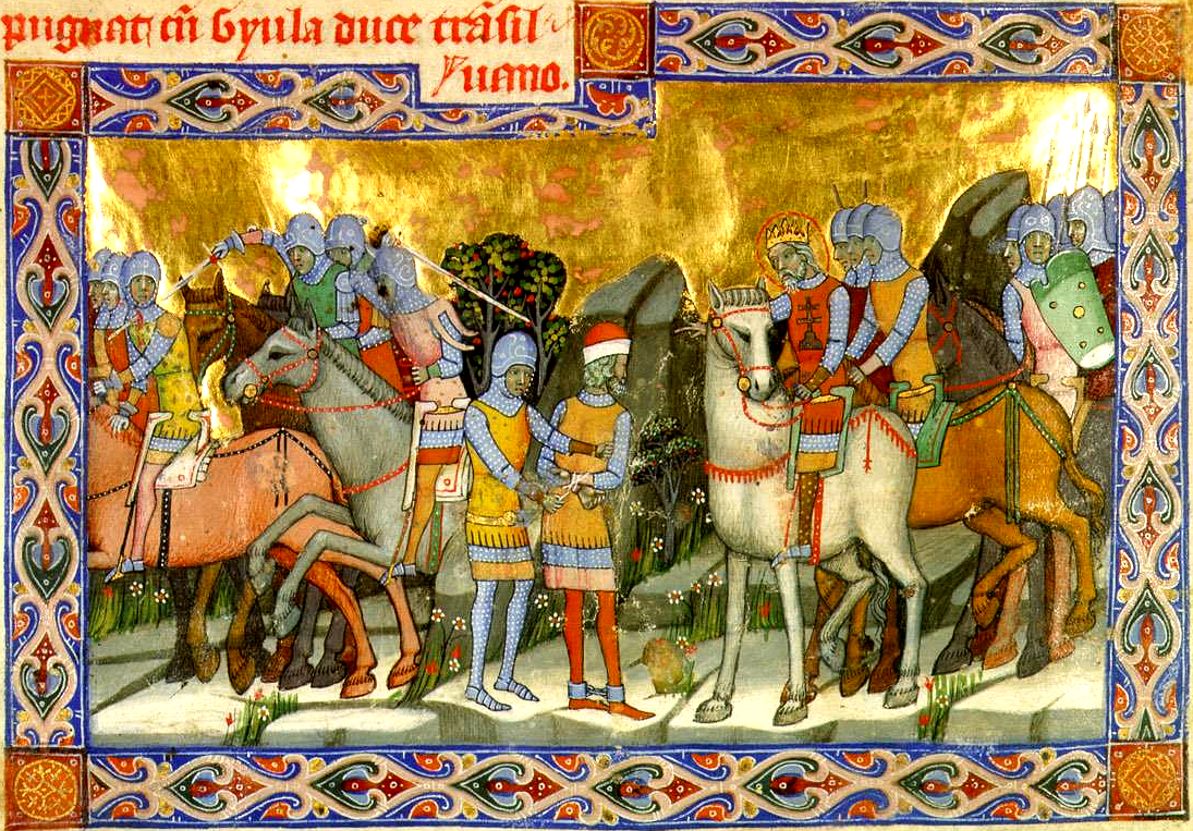
Szent István király elfogatja az erdélyi Gyulát, miniatúra a Képes krónikában (1358)

A gyula régi magyar méltóságnév volt az államalapítás előtti évszázadokban. Korabeli alakja talán dzsula volt, megfelel a mai török jula szónak. Bíborbanszületett Konstantin a görög: gilasz alakban említi, Kézai Simon szerint az egyik honfoglaló törzsfő neve is ez volt.

## A kettős fejedelemség idején
A Dzsajháni-hagyományban a honfoglalás előtti évtizedek állapotát leírva Ibn Ruszta tudósít arról, hogy a magyaroknak két királyuk van, az egyik névleges, akit nagyon tisztelnek, ez a kende, a másik a dzsula, aki a parancsokat osztja, a hadat vezeti és a tisztviselőket kinevezi. Ez a rendszer, a kettős fejedelemség, ami nagyon hasonlít a kazárok és a türkök szakrális kettős királyságára. A kazároknál a kagán-bég volt hasonló, tekintélyben alárendelt, de valódi irányító szerepben a kagánhoz képest. A dzsula, azaz fáklya, a kagán-bég hatalmi jelvénye volt, ennek neve származott át a magyar méltóságra névként.

## A honfoglalás idején
Kézai Simon krónikája szerint Gyula vezér egyike volt a honfoglaló törzsfőknek.
A 10. század közepén Bulcsú harka küldöttség élén Bizáncban járt, Bíborbanszületett Konstantin császár udvarában. Információkkal látta el a császárt a magyar viszonyokról, amit a császár ránk hagyományozott. Bulcsú elmondása szerint a magyarokat a fejedelem (görögül arkhón) kormányozza, aki mellett még van két kisebb rangú vezető, a magasabb rangú gyila és az alacsonyabb rangú karha (azaz harka). A történészek többségi véleménye szerint a fejedelem egyszemélyben kormányzott, azaz ekkorra már megszűnt a kettős fejedelemség. A gyula egyszerűen egy alárendelt vezető volt. Kisebbségi álláspont szerint Bulcsú jelenléte Tormás mellett és egyértelműen fontos szerepe a követjárásban arra mutat, hogy a kettős fejedelemség még létezett.
Egyes hipotézisek szerint a honfoglalás idején, 895-ben, illetve 896-ban a gyula Árpád volt, a „bejövetel előtt feláldozott” Álmos fia, a kende pedig Kurszán. Ez utóbbinak azonban ellentmond az, hogy Kurszán vezető hadvezéri szerepet játszott a nyugati hadjáratokban és Pannónia 900 utáni meghódításában, azaz nem volt egy korábbi leírás szerinti, a világtól elzárt szakrális uralkodó. Az is kérdés, hogy ha Álmos volt a szakrális kende, akkor miért Kurszánra szállt volna ezután a kende cím. Ha pedig Árpád volt szakrális uralkodó, akkor későbbi utódai, fiai, unokái miért nem voltak azok? Valószínűleg Árpád is már nem szakrális fejedelem volt, és nem tudjuk, ki viselte a gyula címet a honfoglaláskor.
Valamivel később Györffy György szerint Tétény vezér viselte a gyula méltóságot, s ezután ez a tisztség utódai kezén maradt. Először Harka, majd az ő fia, az Erdélybe települt Zombor gyula, akinek a lánya volt Sarolt fejedelemasszony, Szent István anyja.
Makkai László az Erdély története című könyvben kifejti, hogy Anonymus művében erősen keverte a honfoglalás kori személyneveket és méltóságneveket (gyula, harka). Helynévi adatok részletes elemzéséből valószínűsíthető, hogy az első gyula Erdélyben az a Bogát fejedelem (Bugat rex) volt, aki Liudprand Antapodosisában 921-ben I. Berengár itáliai királyt „Dursac rex” (valószínűleg Árpád fia Tarkacsu) kíséretében magyar sereggel segítette meg. Ebben az esetben, Anonymus adatait is szétszálazva, az a öröklési rend alakul ki, miszerint az erdélyi gyulák őse Tétény harka volt, fia Bogát harka, akit a gyula méltóságra emeltek, amikor 921 körül a Kárpát-medence nyugati részéről Erdélybe költözött, és az ő fia volt Zombor gyula, a Zsombor nemzetség őse.

## Az államalapítás idején
Szent István hatalomra jutását leíró krónikás hagyomány pedig már erdélyi Gyulákról ír, – nem tudva, hogy ez méltóságnév volt –, azaz helyileg erősen lokalizált hatalomról. Györffy György szerint Zombor gyula fia volt Anonymus „ifjabb Gyulája”, akit Merseburgi Thietmar a lázadó Prokujként említ. Ő mint Sarolt testvére, nagybátyja volt Istvánnak, amire a nevében levő -uj végződés is utal. Ez a szláv eredetű szó ugyanis a régi magyar nyelvben nagybácsit jelentett. Erdély lakosságában a honfoglalás idején jelentős volt a szláv elem. Ezért alakult át a gyula tisztség hadvezéri – szláv vojevod – jellegére utalva az államalapítás során a gyula méltósága az új szláv nevű (erdélyi) vajda tisztséggé.
Számos magyarországi helység nevében őrzi ezt a méltóságnevet, a legismertebb Gyula. Ezen kívül egy napjainkban is anyakönyvezhető keresztnév is őrzi a méltóságnevet.

## Külső hivatkozások
- Kristó Gyula: Kik és hányan voltak a honfoglaló magyar vezérek?